# پاسگاه مرزی پل شرقی
پاسگاه مرزی پل شرقی یک منطقهٔ مسکونی در ایران است که در دهستان اترک (گنبد کاووس) واقع شده‌است. پاسگاه مرزی پل شرقی ۲۳ نفر جمعیت دارد.